# Anathallis paranapiacabensis
Anathallis paranapiacabensis é uma espécie de orquídea (Orchidaceae) originária do Brasil.